# مرجع‌شناسی: شناخت خدمات و کتاب‌های مرجع
مرجع‌شناسی: شناخت خدمات و کتاب‌های مرجع کتابی از نورالله مرادی است که در سال ۱۳۷۲ منتشر و در مراسم کتاب سال جمهوری اسلامی ایران به‌عنوان کتاب شایستهٔ تقدیر معرفی شد.